# Sabulodes arenularia
Sabulodes arenularia là một loài bướm đêm trong họ Geometridae.